# Lomazzo

Lomazzo (Lomazz en el dialecte local, AFI: [luˈmaʦ]) és un municipi italià de 9.945 habitants de la província de Como, a la Llombardia. El dia 11 de juliol de 2006, mitjançant un decret del President de la República, s'atorgà a Lomazzo el títol de ciutat. 

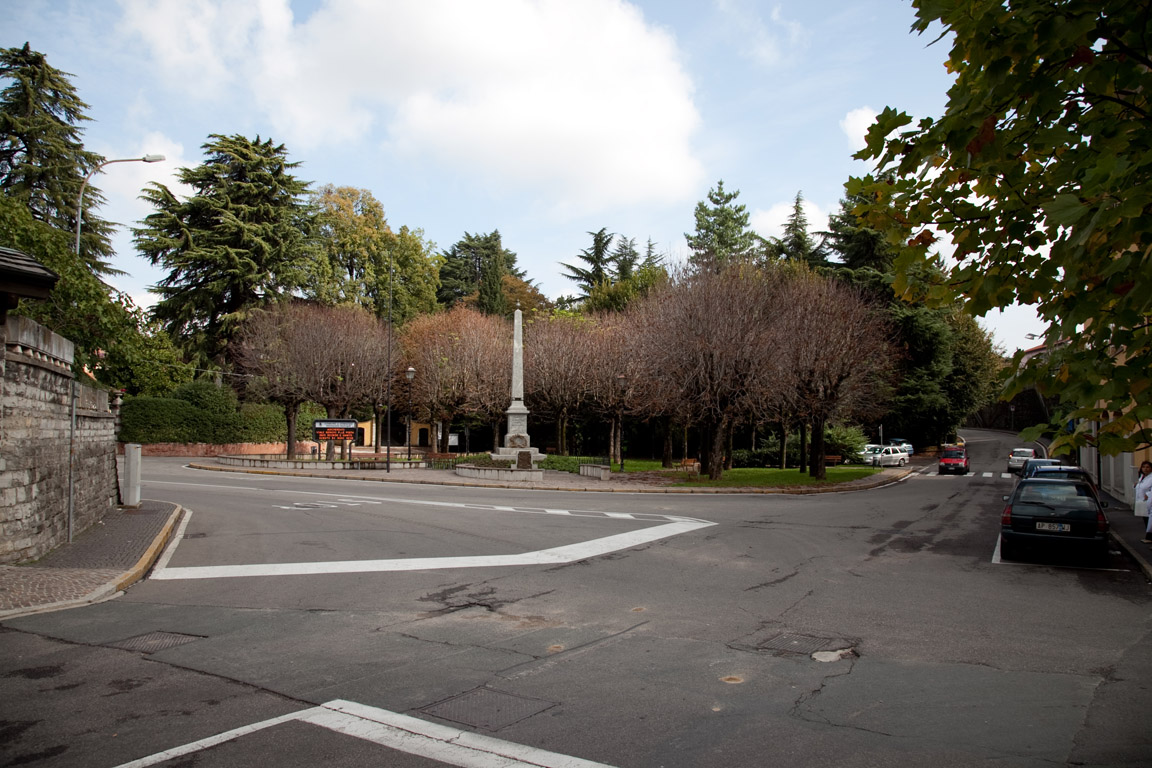
Piazza IV Novembre, Lomazzo

## Història

### De la Prehistòria a l'Alta Edat Mitjana
Les troballes arqueològiques de l'Edat de Ferro són el testimoni de la presència d'assentaments humans a Lomazzo ja als segles VI-V a.C. La seva posició a mig camí entre Milà i Como va fer decidir als romans (primer a Gneu Pompeu Strabó, després a Gai Escipió i finalment a Gai Juli Cèsar) a aplicar la seva política de romanització de la Gàl·lia portant-hi colons i assignant-los terres de conreu. Durant l'època de Cèsar va tenir el seu major desenvolupament, com ho demostren les restes d'una necròpoli romana del segle I a.C. Al segle iv, després de l'ocupació dels primers cristians, es va instal·lar una capella militar dedicada a Sant Llorenç, la qual presidia el centre habitat de Lomazzo. La població de Lomazzo es va convertir al cristianisme a través de Sant Ambrosi, bisbe de Milà, i es va construir una església dedicada als sants Vito i Modesto. Quan entre els segles vi i vii van arribar els llombards, que eren de religió arriana, van compartir amb aquests l'ús de l'església fins que el nombre de conversos al catolicisme va aconsellar construir la nova església de Sant Siro, que es va vincular a la diòcesi de Como. Va ser així com a Lomazzo va començar una experiència singular: tot i que la comunitat va pertànyer al Comtat del Seprio des del segle ix, religiosament es va dividir en dues parròquies, una a la diòcesi de Milà (fins al 1974), l'altra a la de Como, tot i compartir el mateix centre habitat.

### Baixa Edat Mitjana
A l'època de govern municipal, quan Milà i Como es van repartir els territoris del Comtat del Seprio, van decidir dividir Lomazzo també civilment: la parròquia de Sant Vito va formar un municipi sota la jurisdicció de Milà i la de Sant Siro un municipi lligat a Como. Per la seva posició fronterera Lomazzo era un nus estratègic. Estava fortificada amb muralles i fossats, era un punt de combat i de trobada, com ho testimonia el fet que el 1286 les delegacions de Milà i de Como van signar a Lomazzo el tractat de pau conegut com a Pace di Lomazzo. Després de quatre anys de lluites, el 26 de febrer de 1286 es va concertar una treva de 20 dies, fins que el 30 de març els parlamentaris de Como i Milà van arribar a un acord i el 2 d'abril es van reunir a Lomazzo per signar el tractat de pau. Com es pot llegir a la pedra commemorativa que actualment hi ha al Brolo San Vito, a la signatura hi eren presents l'arquebisbe Otó Visconti (fundador de la senyoria dels Visconti, de la que Lomazzo en passaria a formar part a partir del 1287), Ugolino Russo (Titular de Milà), Guido da Castiglione (Titular de Como) i Loterio Rusca (Signore del Popolo, Como), així com els ambaixadors de diverses ciutats llombardes. El 1395 Lomazzo es trobava en territori del Ducat de Milà, on va restar fins a l'època napoleònica. Les famílies de més renom de Lomazzo (Carcano, Clerici) també disposaven d'allotjament a Milà, on van ocupar càrrecs de prestigi, tant al municipi com a la cort dels Visconti primer, i després a la dels Sforza. Hi van adquirir prestigi Donato Carcano, que a la caiguda dels Visconti va ser nomenat capità de la República Ambrosiana (1447-1450), i el seu fill, el Beat Michele Carcano (1427-1484). Michele Carcano, després de la seva trobada amb Sant Bernadí de Siena, es va convertir en un dels predicadors més sol·licitats de l'època. Així mateix, fundà Monts de Pietat a moltes ciutats per combatre l'usura i socórrer els pobres, i impulsà la reforma hospitalària que significà la fundació dels grans hospitals de Milà, Como i Piacenza.

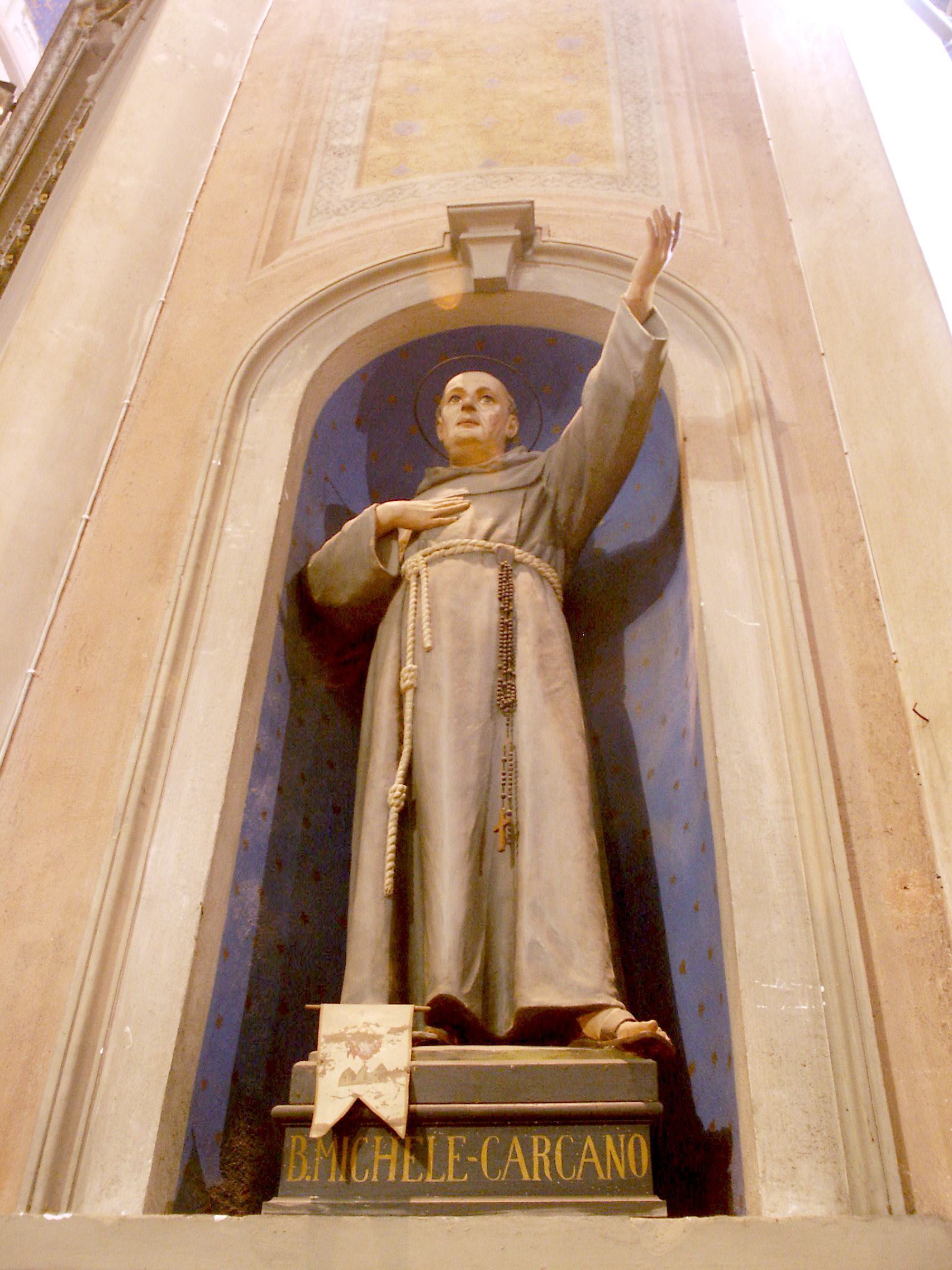
Beat Michele Carcano

### Delseglexvialseglexviii
El nebot, Gerolamo Carcano, va ser nomenat senador i al 1514 va obtenir del duc Massimiliano Sforza el privilegi de crear un mercat de béns i bestiar, al qual acudien persones dels pobles del voltant i de contrades llunyanes. El mercat va ser confirmat el 1517 per Francesc I de França i el 1540 per Carles V d'Habsburg. El 1611 el rei Felip III d'Espanya va atorgar el comtat als Arconati, que el mantindran fins a l'extinció de la família el 1772. Les famílies nobles de Lomazzo van tenir relacions amb els reis de França, Espanya i amb els Papes. La població de Lomazzo, tot i l'existència d'un senyor feudal, desenvolupava la vida comunitària de forma independent amb la lliure elecció dels seus quatre consellers municipals. Gràcies als llegats i donacions, des del segle xvi a Lomazzo, que en aquell temps tenia al voltant de 1.000 habitants, es va establir una consulta medica i quirúrgica, amb l'obligació d'atendre gratuïtament als pobres. L'economia continuava essent fonamentalment agrícola amb el suport d'artesans (ferrers, calderers, sastres, fusters) i petits negocis (carnissers, forners i botigues de queviures), així com de comerciants (de cereals i de bestiar) que tractaven amb Como, Varese i Suïssa.

### Seglexix
Napoleó va unificar jurídicament els dos municipis, que durant segles ja havien col·laborat a la pràctica. La unificació legal de Lomazzo Comasco i Lomazzo Milanese va ser ratificada pel govern del Regne Lombardovènet constituït després de la Restauració el 24 d'abril de 1816. Durant les jornades insurreccionals del març de 1848 es va desplegar la bandera tricolor al campanar de Sant Siro. Entre els principals seguidors que Mazzini tenia a la Llombardia hi havia el Marquès Gaspare Rosales, alcalde de Lomazzo durant dues dècades (1866-1885), després de la unificació d'Itàlia. En aquells anys va començar el desenvolupament industrial i es va construir la línia de ferrocarril del nord de Milà que anava fins a Como passant per Lomazzo. La presència del ferrocarril va atreure a Lomazzo un empresari, Francesco Somaini, futur diputat al Parlament, que el 1891 va construir una gran fàbrica tèxtil. Es tractava d'un projecte en aquell moment molt avantguardista, atès que no usava energia hidràulica sinó vapor, i uns anys més tard energia elèctrica, que també va estar disponible per il·luminar Lomazzo i els municipis veïns. La fàbrica (activa fins al 1974) ocupava a més de 1.000 persones de les rodalies.

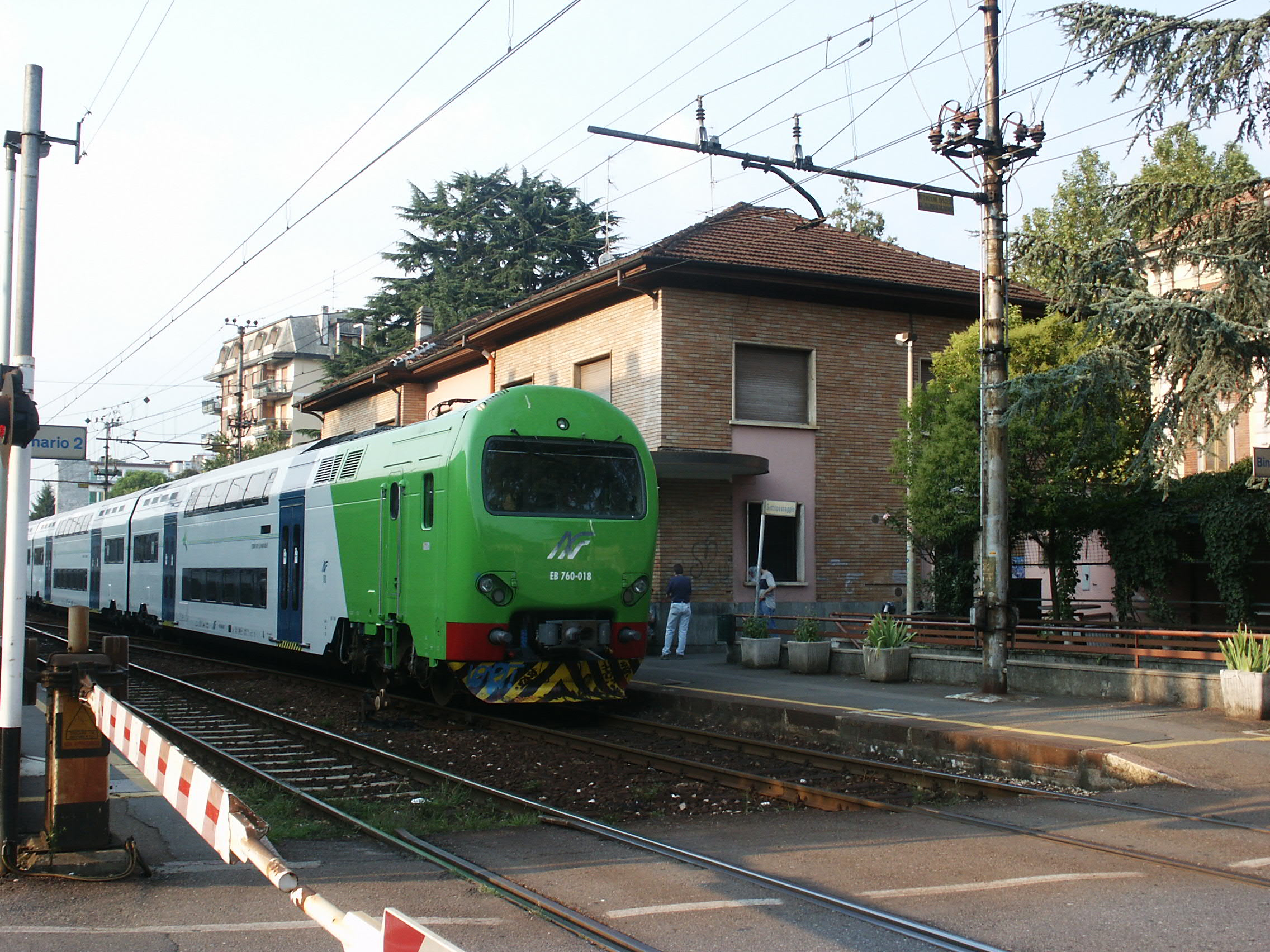
Estació ferroviària de Lomazzo, 2002

### Segle XX
A partir del 1920 a Lomazzo s'hi van establir noves indústries de calçat i de detergents químics. La primera planta italiana de l'empresa Henkel s'instal·là a Lomazzo el 1933 sota el nom de Società Italiana Persil. El 1925 el territori de Lomazzo va ser travessat per la primera autopista que es va construir a Itàlia, que unia Milà amb Como. Després de la Segona Guerra Mundial la ciutat es va anar expandint i va augmentar la immigració, passant de 5.008 habitants el 1951 a 9.194 al 2011. Lomazzo disposa d'escoles de Primària i Secundària, així com d'ambulatori mèdic, i des del 1975 també té llar d'avis. A la vila hi ha una delegació sanitària, un cos de bombers i una notable activitat cooperativa. Actualment, a Lomazzo cada dilluns encara s'hi celebra un mercat setmanal molt concorregut a la Via del Rampanone.

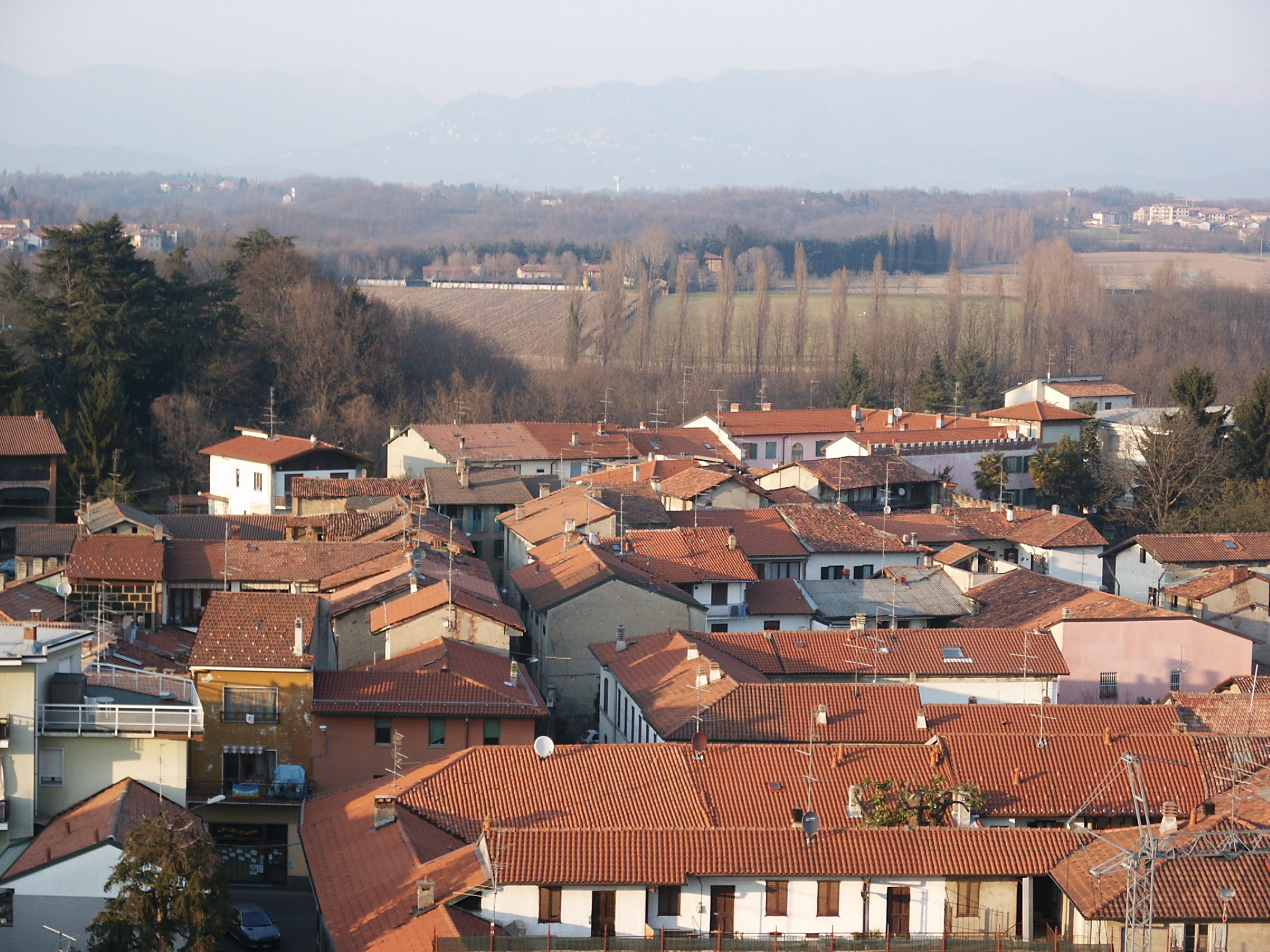
Lomazzo, vista des del campanar de San Siro

## Monuments i lloc d'interès

### Arquitectura civil

#### Arco della Pace
Està situat a la carretera que va de Saronno a Como, a l'entrada de la ciutat, recordant la gran pau de Lomazzo de 1286. 

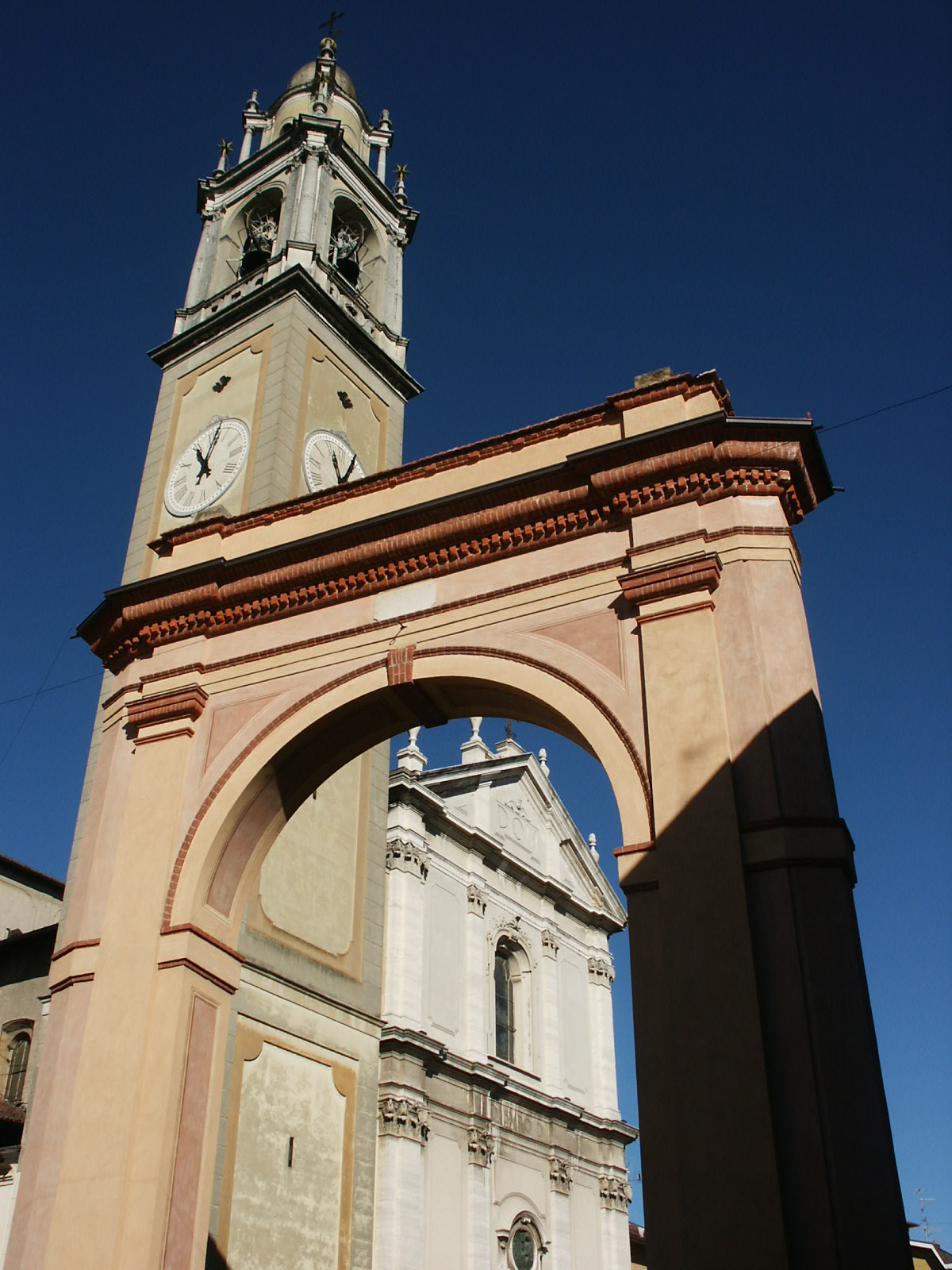
Arco della Pace i Chiesa di San Siro

#### Torre
L'edifici més imponent de la ciutat és una torre de maó, d'estil llombard medieval, erigida el 1904 per assegurar el subministrament d'aigua.

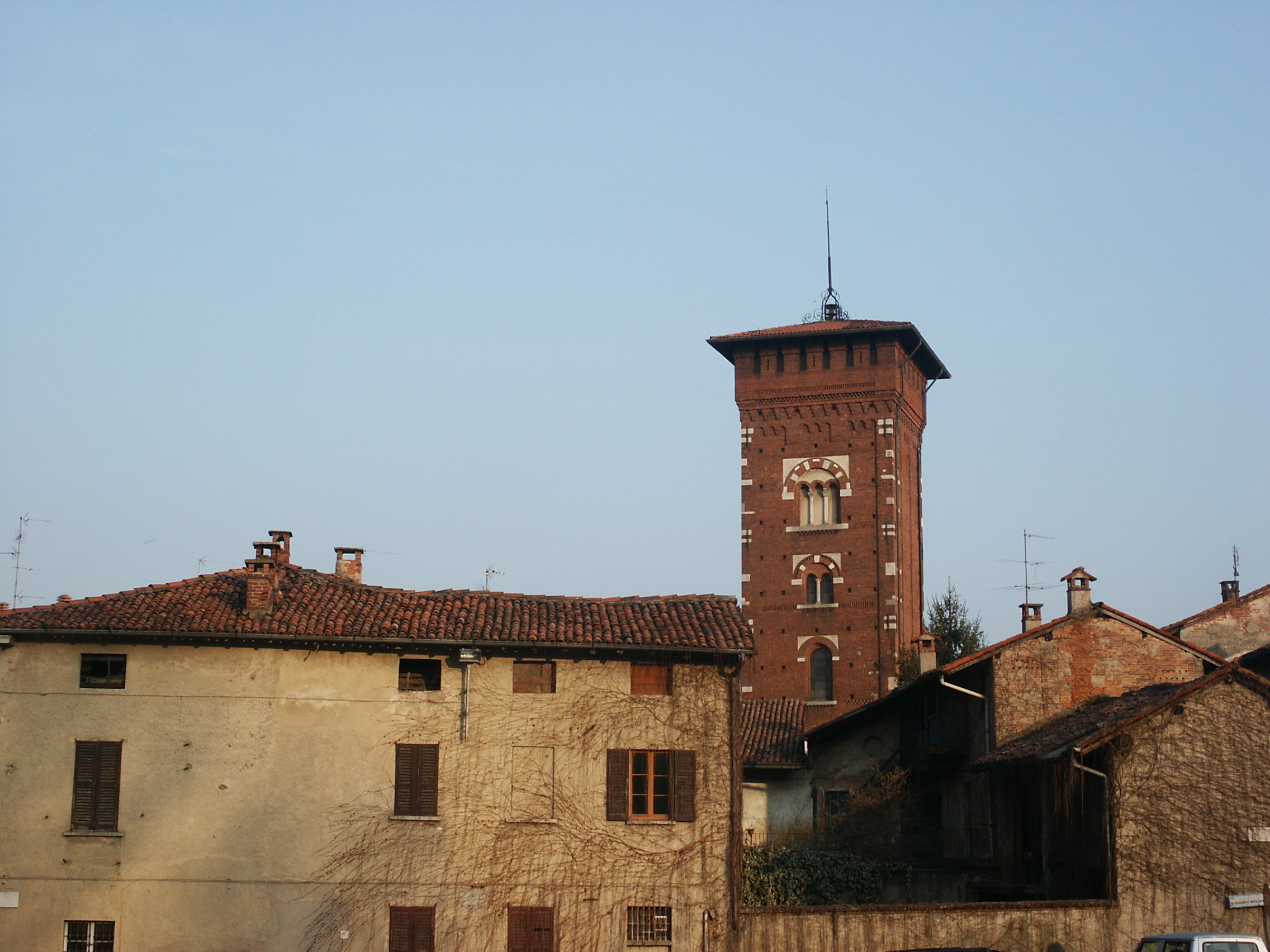
Torre dell'acqua

#### Villa Carcano-Raimondi
També coneguda com a Palazzo Somaini, és una residència privada que data del segle xv. Les estances són considerades un bon exemple d'arquitectura llombarda italiana. El saló del segle xvi, amb frescos de Giulio Romano, és considerat un dels més ben conservats de la Llombardia. El saló i el jardí foren declarats monuments nacionals i el 1939 van passar a ser tutelats per l'Estat italià. No és visitable.

#### Tèxtil Somaini
Establert el 1883 per l'industrial Francesco Somaini (avi del famós escultor homònim). L'edifici és un bon exemple d'arquitectura industrial tèxtil del segle xix. A prop, hi ha la colònia tèxtil on vivien els treballadors. Fou construïda entre el 1907 i el 1910 seguint l'exemple d'altres complexos industrials italians (Crespi, Rossi). A partir del 2010 l'edifici industrial allotja el parc tecnològic ComoNExT.

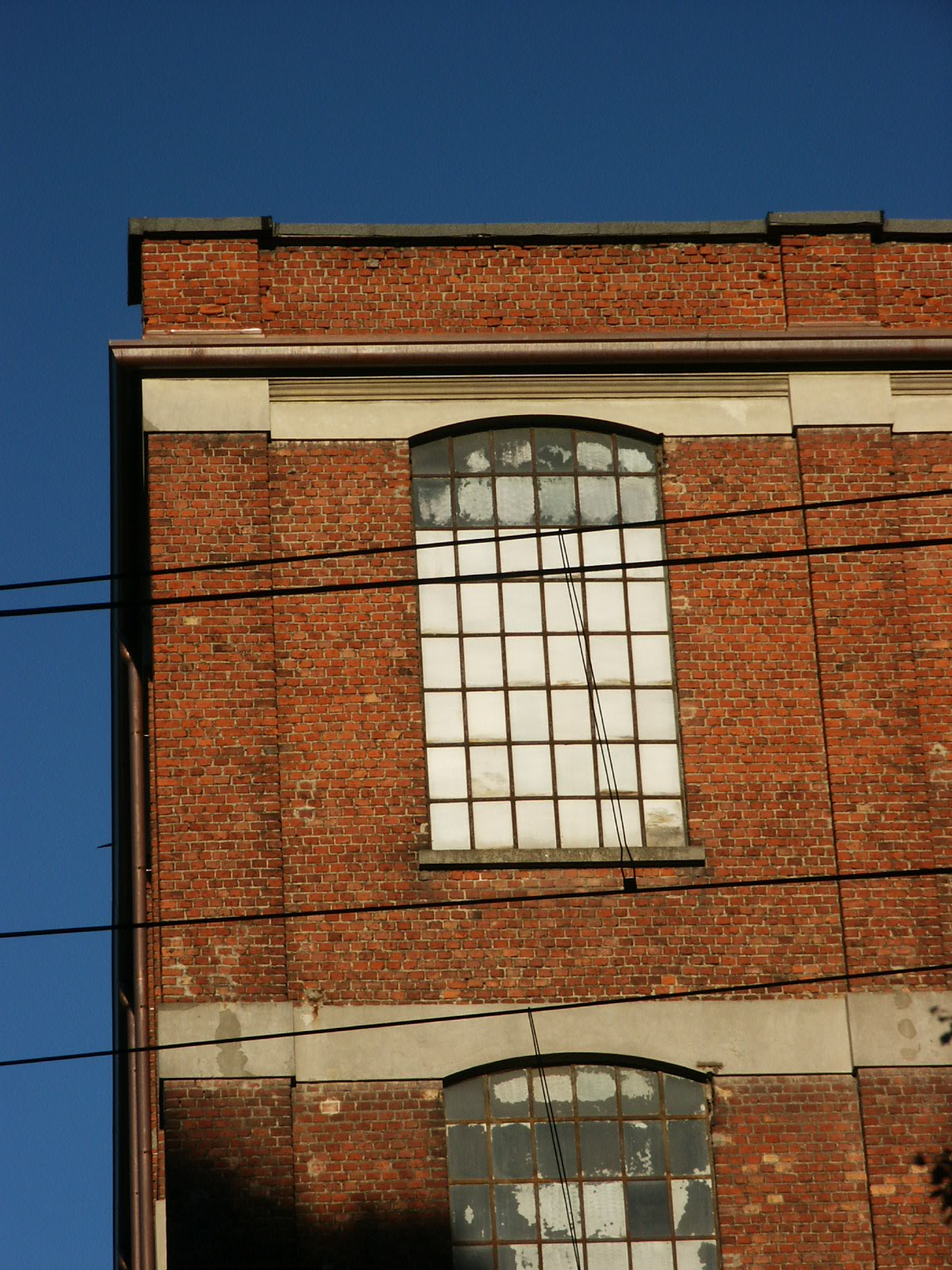
Tèxtil Somaini, abans de les reformes de ComoNExT

### Arquitectura religiosa

#### Església de Sant Siro
Realitzada en estil barroc, data de 1732. L'interior està adornat amb valuosos frescos de Luigi Morgari i elements escultoris antics. També conserva un antiga pintura de l'escola de Pier Francesco Mazzucchelli, anomenat Morazzone.

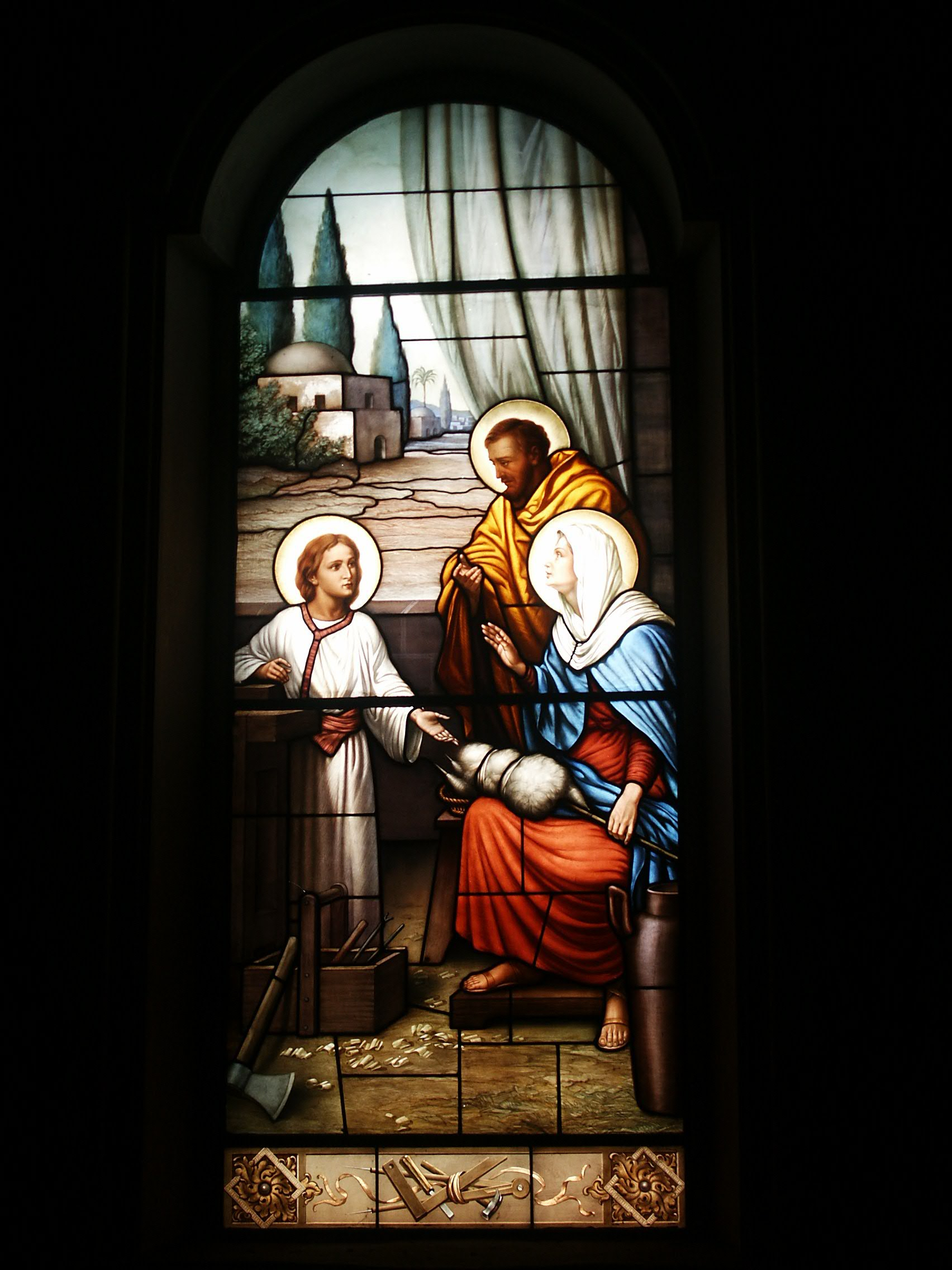
Vitrall del presbiteri, Chiesa San Siro

#### Església de Sant Vito
La plaça davant de Sant Vito, anomenada Brolo San Vito, va ser on es va signar el tractat de pau entre Como i Milà a l'època medieval. L'esdeveniment és recordat en una pedra commemorativa. L'Església de Sant Vito (1800) va ser projectada per l'arquitecte suís Simone Cantoni. L'església conserva un altar de l'escultor contemporani Francesco Somaini.

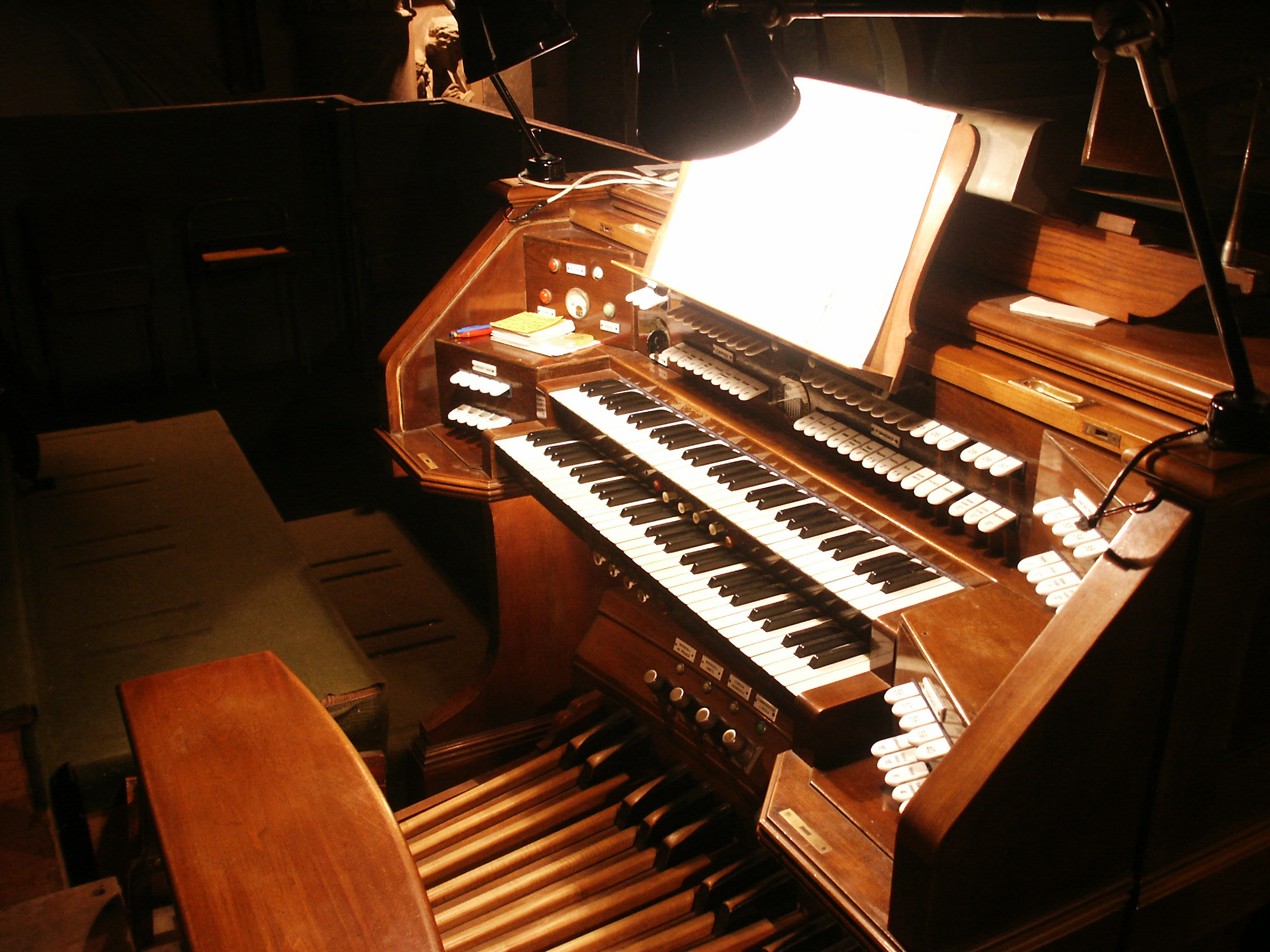
Teclat orgue Balbiani Vegezzi Bossi, Chiesa San Vito

## Personatges vinculats a Lomazzo
- Beat Michele Carcano (1427-1484), franciscà.

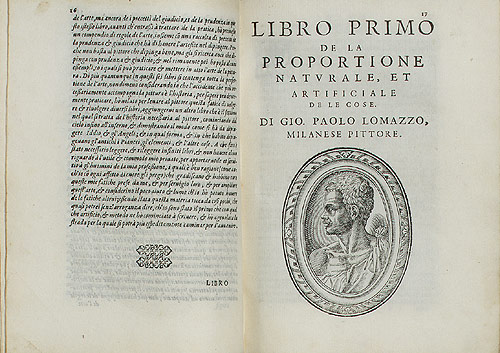
Giovanni Paolo Lomazzo (1538-1592), pintor, historiador de l'art i escriptor. Un exemplar del seu Trattato dell'arte della pittura, scultura et architettura (1584) fou adquirit pel Museu Nacional d'Art de Catalunya.   - Trattato dell'arte della pittura, scultura et architettura (1584), de Giovanni Paolo Lomazzo

- Francesco Somaini (1855-1939), empresari i polític.
- Francesco Somaini (1926-2005), escultor.
- Ernesto Teodoro Moneta Caglio (1907-1995), capellà i musicòleg.
- Dolores Puthod (1934-), pintora i escenògrafa.
- Claudio Villa (1959-), caricaturista.